# Blaesoxipha agrestis
Blaesoxipha agrestis är en tvåvingeart som först beskrevs av Robineau-desvoidy 1863.  Blaesoxipha agrestis ingår i släktet Blaesoxipha och familjen köttflugor. Inga underarter finns listade i Catalogue of Life.